# (27687) 1981 EM23
A (27687) 1981 EM23 a Naprendszer kisbolygóövében található aszteroida. Schelte J. Bus fedezte fel 1981. március 3-án.